# Handball-Europameisterschaft der Frauen 2018/Kader
An der Handball-Europameisterschaft der Frauen 2018, der 13. Austragung einer Handball-Europameisterschaft der Frauen, die vom 29. November bis 16. Dezember 2018 in Frankreich ausgetragen wurde, nahmen 16 Mannschaften teil. In diesem Artikel werden die Kader der teilnehmenden Nationen dargestellt.

## Kader

### Dänemark
Die Nationalmannschaft von  Dänemark, trainiert von Klavs Bruun Jørgensen, hatte folgende Spielerinnen in ihrem Aufgebot:
Quellen:
| Spielerin               | Spiele | Tore | Anmerkungen                                                            |
| ----------------------- | ------ | ---- | ---------------------------------------------------------------------- |
| Sandra Toft             | 6      | 0    |                                                                        |
| Lærke Nolsøe            | 6      | 4    |                                                                        |
| Sarah Iversen           | 6      | 2    |                                                                        |
| Anne Mette Hansen       | 6      | 25   | Anne Mette Hansen war „Player of the Match“ im Spiel gegen Montenegro. |
| Fie Woller              | 6      | 18   |                                                                        |
| Kathrine Heindahl       | 6      | 14   |                                                                        |
| Line Haugsted           | 4      | 1    |                                                                        |
| Lotte Grigel            | 6      | 8    |                                                                        |
| Nadia Offendal          | 3      | 1    |                                                                        |
| Stine Bodholt Nielsen   | 6      | 9    |                                                                        |
| Mette Tranborg          | 6      | 18   | Mette Tranborg war „Player of the Match“ im Spiel gegen Schweden.      |
| Mathilde Hylleberg      | 1      | 1    |                                                                        |
| Kristina Jørgensen      | 6      | 13   | Kristina Jørgensen war „Player of the Match“ im Spiel gegen Polen.     |
| Trine Østergaard Jensen | 6      | 18   |                                                                        |
| Stine Jørgensen         | 4      | 9    |                                                                        |
| Anne Cecilie de la Cour | 6      | 3    |                                                                        |
| Mie Højlund             | 6      | 7    |                                                                        |
| Althea Reinhardt        | 6      | 0    |                                                                        |

### Deutschland
Die Nationalmannschaft von  Deutschland, trainiert von Henk Groener, hatte folgende Spielerinnen in ihrem Aufgebot:
Quellen: 
| Spielerin        | Spiele | Tore | Anmerkungen                                                     |
| ---------------- | ------ | ---- | --------------------------------------------------------------- |
| Marlene Zapf     | 6      | 8    |                                                                 |
| Amelie Berger    | 6      | 6    |                                                                 |
| Alina Grijseels  | 6      | 5    |                                                                 |
| Meike Schmelzer  | 6      | 16   |                                                                 |
| Xenia Smits      | 6      | 19   |                                                                 |
| Dinah Eckerle    | 6      | 0    | Dinah Eckerle war „Player of the Match“ im Spiel gegen Spanien. |
| Julia Behnke     | 6      | 21   |                                                                 |
| Isabell Roch     | 6      | 0    |                                                                 |
| Mia Zschocke     | 6      | 0    |                                                                 |
| Emily Bölk       | 6      | 20   |                                                                 |
| Ina Großmann     | 6      | 12   |                                                                 |
| Maren Weigel     | 6      | 4    |                                                                 |
| Angie Geschke    | 6      | 20   |                                                                 |
| Franziska Müller | 6      | 8    |                                                                 |
| Luisa Schulze    | 6      | 5    |                                                                 |
| Alicia Stolle    | 6      | 18   | Alicia Stolle war „Player of the Match“ im Spiel gegen Ungarn.  |

### Frankreich
Die Nationalmannschaft von  Frankreich, trainiert von Olivier Krumbholz, hatte folgende Spielerinnen in ihrem Aufgebot:
Quellen: 
| Spielerin              | Spiele | Tore | Anmerkungen                                                                                      |
| ---------------------- | ------ | ---- | ------------------------------------------------------------------------------------------------ |
| Laura Glauser          | 8      | 0    |                                                                                                  |
| Pauline Coatanea       | 8      | 14   |                                                                                                  |
| Camille Ayglon-Saurina | 8      | 7    |                                                                                                  |
| Allison Pineau         | 8      | 16   |                                                                                                  |
| Astride N'Gouan        | 8      | 3    |                                                                                                  |
| Grâce Zaadi            | 8      | 22   | Grâce Zaadi war „Player of the Match“ im Spiel gegen Slowenien und gegen Serbien.                |
| Amandine Leynaud       | 8      | 0    | Amandine Leynaud war „Player of the Match“ im Spiel gegen Dänemark.                              |
| Manon Houette          | 8      | 18   |                                                                                                  |
| Kalidiatou Niakaté     | 5      | 3    |                                                                                                  |
| Siraba Dembélé         | 8      | 16   |                                                                                                  |
| Laura Flippes          | 8      | 20   |                                                                                                  |
| Orlane Kanor           | 8      | 17   |                                                                                                  |
| Béatrice Edwige        | 8      | 10   |                                                                                                  |
| Pauletta Foppa         | 8      | 4    |                                                                                                  |
| Estelle Nze Minko      | 8      | 38   | Estelle Nze Minko war „Player of the Match“ im Spiel gegen Montenegro und gegen die Niederlande. |
| Gnonsiane Niombla      | 3      | 4    |                                                                                                  |
| Alexandra Lacrabère    | 8      | 25   |                                                                                                  |

### Kroatien
Die Nationalmannschaft von  Kroatien, trainiert von Nenad Šoštarić, hatte folgende Spielerinnen  in ihrem Aufgebot:
Quellen: 
| Spielerin            | Spiele | Tore | Anmerkungen |
| -------------------- | ------ | ---- | ----------- |
| Paula Posavec        | 3      | 3    |             |
| Kristina Plahinek    | 3      | 3    |             |
| Dora Krsnik          | 3      | 12   |             |
| Stela Posavec        | 3      | 2    |             |
| Dejana Milosavljević | 3      | 1    |             |
| Ivana Kapitanović    | 3      | 0    |             |
| Ana Turk             | 3      | 10   |             |
| Larissa Kalaus       | 3      | 8    |             |
| Katarina Ježić       | 3      | 2    |             |
| Selena Milošević     | 3      | 0    |             |
| Ivana Dežić          | 3      | 5    |             |
| Ana Debelić          | 3      | 6    |             |
| Marina Glavan        | 3      | 4    |             |
| Valentina Blažević   | 3      | 3    |             |
| Kristina Prkačin     | 3      | 0    |             |
| Tea Pijević          | 3      | 0    |             |

### Montenegro
Die Nationalmannschaft von  Montenegro, trainiert von Per Johansson, hatte folgende Spielerinnen in ihrem Aufgebot:
Quellen: 
| Spielerin          | Spiele | Tore | Anmerkungen                                                                          |
| ------------------ | ------ | ---- | ------------------------------------------------------------------------------------ |
| Marina Rajčić      | 6      | 1    |                                                                                      |
| Jovanka Radičević  | 6      | 35   |                                                                                      |
| Đurđina Jauković   | 6      | 34   | Đurđina Jauković war „Player of the Match“ im Spiel gegen Slowenien.                 |
| Anđela Bulatović   | 6      | 2    |                                                                                      |
| Andrea Klikovac    | 6      | 4    |                                                                                      |
| Ljubica Nenezić    | 6      | 0    |                                                                                      |
| Dijana Ujkić       | 6      | 0    |                                                                                      |
| Sanja Premović     | 6      | 0    |                                                                                      |
| Katarina Bulatović | 6      | 13   |                                                                                      |
| Tatjana Brnović    | 6      | 10   |                                                                                      |
| Ivona Pavićević    | 6      | 0    |                                                                                      |
| Ema Ramusović      | 6      | 5    |                                                                                      |
| Majda Mehmedović   | 6      | 27   | Majda Mehmedović war „Player of the Match“ im Spiel gegen Russland.                  |
| Jelena Despotović  | 6      | 5    |                                                                                      |
| Milena Raičević    | 6      | 21   | Milena Raičević war „Player of the Match“ im Spiel gegen Schweden und gegen Serbien. |
| Itana Grbić        | 6      | 3    |                                                                                      |

### Niederlande
Die Nationalmannschaft der  Niederlande, trainiert von Helle Thomsen, hatte folgende Spielerinnen in ihrem Aufgebot:
Quellen: 
| Spielerin             | Spiele | Tore | Anmerkungen                                                        |
| --------------------- | ------ | ---- | ------------------------------------------------------------------ |
| Jessy Kramer          | 7      | 4    |                                                                    |
| Laura van der Heijden | 8      | 14   |                                                                    |
| Debbie Bont           | 8      | 16   |                                                                    |
| Lois Abbingh          | 8      | 32   | Lois Abbingh war „Player of the Match“ im Spiel gegen Rumänien.    |
| Lynn Knippenborg      | 6      | 5    |                                                                    |
| Delaila Amega         | 8      | 14   | Delaila Amega war „Player of the Match“ im Spiel gegen Kroatien.   |
| Maura Visser          | 8      | 2    |                                                                    |
| Nycke Groot           | 8      | 22   | Nycke Groot war „Player of the Match“ im Spiel gegen Ungarn.       |
| Kelly Dulfer          | 8      | 18   | Kelly Dulfer war „Player of the Match“ im Spiel gegen Deutschland. |
| Merel Freriks         | 8      | 7    |                                                                    |
| Inger Smits           | 1      | 1    |                                                                    |
| Martine Smeets        | 7      | 10   |                                                                    |
| Charris Rozemalen     | 8      | 8    |                                                                    |
| Dione Housheer        | 1      | 0    |                                                                    |
| Angela Malestein      | 7      | 18   |                                                                    |
| Rinka Duijndam        | 8      | 0    |                                                                    |
| Tess Wester           | 8      | 0    | Tess Wester war „Player of the Match“ im Spiel gegen Rumänien.     |
| Estavana Polman       | 8      | 36   |                                                                    |

### Norwegen
Die Nationalmannschaft von  Norwegen, trainiert von Þórir Hergeirsson, hatte folgende Spielerinnen in ihrem Aufgebot:
Quellen: 
| Spielerin               | Spiele | Tore | Anmerkungen                                                                                                |
| ----------------------- | ------ | ---- | --- |
| Henny Reistad           | 7      | 18   | |
| Emilie Hegh Arntzen     | 7      | 16   | |
| Veronica Kristiansen    | 7      | 26   | |
| Heidi Løke              | 7      | 25   | Heidi Løke war „Player of the Match“ im Spiel gegen Tschechien.                                            |
| Silje Waade             | 7      | 2    | |
| Stine Bredal Oftedal    | 7      | 33   | Stine Bredal Oftedal war „Player of the Match“ im Spiel gegen Deutschland, gegen Spanien und gegen Ungarn. |
| Malin Aune              | 7      | 27   | |
| Silje Solberg           | 7      | 0    | Silje Solberg war „Player of the Match“ im Spiel gegen Schweden.                                           |
| Kari Brattset           | 7      | 13   | |
| Linn Jørum Sulland      | 7      | 20   | |
| Katrine Lunde Haraldsen | 7      | 0    | Katrine Lunde Haraldsen war „Player of the Match“ im Spiel gegen die Niederlande.                          |
| Camilla Herrem          | 5      | 16   | |
| Sanna Solberg           | 7      | 12   | |
| Thea Mørk               | 1      | 0    | |
| Marta Tomac             | 7      | 2    | |
| Marit Røsberg Jacobsen  | 7      | 11   | |
| Vilde Ingstad           | 7      | 3    | |

### Polen
Die Nationalmannschaft von  Polen, trainiert von Leszek Krowicki, hatte folgende Spielerinnen in ihrem Aufgebot:
Quellen: 
| Spielerin             | Spiele | Tore | Anmerkungen                                                    |
| --------------------- | ------ | ---- | -------------------------------------------------------------- |
| Aneta Łabuda          | 3      | 7    |                                                                |
| Monika Kobylińska     | 3      | 13   |                                                                |
| Kinga Grzyb           | 3      | 16   | Kinga Grzyb war „Player of the Match“ im Spiel gegen Schweden. |
| Weronika Gawlik       | 3      | 0    |                                                                |
| Sylwia Matuszczyk     | 3      | 2    |                                                                |
| Karolina Kudłacz-Gloc | 3      | 12   |                                                                |
| Katarzyna Janiszewska | 3      | 1    |                                                                |
| Adrianna Płaczek      | 3      | 0    |                                                                |
| Aleksandra Zych       | 3      | 3    |                                                                |
| Joanna Drabik         | 3      | 6    |                                                                |
| Aleksandra Rosiak     | 3      | 2    |                                                                |
| Joanna Wołoszyk       | 3      | 0    |                                                                |
| Sylwia Lisewska       | 2      | 1    |                                                                |
| Karolina Kochaniak    | 2      | 0    |                                                                |
| Kinga Achruk          | 3      | 6    |                                                                |
| Bogna Sobiech         | 3      | 0    |                                                                |
| Ewa Urtnowska         | 1      | 0    |                                                                |

### Rumänien
Die Nationalmannschaft von  Rumänien, trainiert von Ambros Martín, hatte folgende Spielerinnen in ihrem Aufgebot:
Quellen: 
| Spielerin               | Spiele | Tore | Anmerkungen                                                         |
| ----------------------- | ------ | ---- | ------------------------------------------------------------------- |
| Aneta Udriștioiu        | 8      | 6    |                                                                     |
| Melinda Geiger          | 8      | 13   |                                                                     |
| Eliza Buceschi          | 8      | 45   | Eliza Buceschi war „Player of the Match“ im Spiel gegen Tschechien. |
| Cristina Neagu          | 6      | 44   |                                                                     |
| Gabriela Perianu        | 8      | 6    |                                                                     |
| Cristina Laslo          | 8      | 11   |                                                                     |
| Valentina Ardean-Elisei | 8      | 14   |                                                                     |
| Denisa Dedu             | 8      | 1    | Denisa Dedu war „Player of the Match“ im Spiel gegen Deutschland.   |
| Iulia Dumanska          | 8      | 1    | Iulia Dumanska war „Player of the Match“ im Spiel gegen Norwegen.   |
| Crina Pintea            | 8      | 32   | Crina Pintea war „Player of the Match“ im Spiel gegen Spanien.      |
| Elena Florica           | 8      | 9    |                                                                     |
| Daniela Rațiu           | 6      | 0    |                                                                     |
| Anca Polocoșer          | 6      | 0    |                                                                     |
| Raluca Băcăoanu         | 8      | 1    |                                                                     |
| Mădălina Zamfirescu     | 4      | 2    |                                                                     |
| Laura Chiper            | 8      | 17   |                                                                     |
| Ana Maria Savu          | 8      | 10   |                                                                     |
| Bianca Bazaliu          | 2      | 1    |                                                                     |

### Russland
Die Nationalmannschaft von  Russland, trainiert von Jewgeni Wassiljewitsch Trefilow, hatte folgende Spielerinnen in ihrem Aufgebot:
Quellen: 
| Spielerin                               | Spiele | Tore | Anmerkungen |
| --------------------------------------- | ------ | ---- | --- |
| Anna Sergejewna Sedoikina               | 8      | 1    | Anna Sergejewna Sedoikina war „Player of the Match“ im Spiel gegen Dänemark.                                                |
| Polina Wiktorowna Kusnezowa             | 8      | 19   | |
| Anna Alexandrowna Kotschetowa           | 8      | 9    | |
| Darja Jewgenjewna Dmitrijewa            | 8      | 30   | |
| Anna Sergejewna Sen                     | 8      | 12   | |
| Anna Wiktorowna Wjachirewa              | 8      | 43   | Anna Wiktorowna Wjachirewa war „Player of the Match“ im Spiel gegen Serbien, gegen Rumänien und im Finale gegen Frankreich. |
| Marina Wladimirowna Sudakowa            | 8      | 9    | |
| Darja Sergejewna Samochina              | 8      | 28   | Darja Sergejewna Samochina war „Player of the Match“ im Spiel gegen Frankreich.                                             |
| Ksenija Wladimirowna Makejewa           | 8      | 14   | |
| Jelisaweta Wjatscheslawowna Malaschenko | 8      | 12   | |
| Julija Manaharowa                       | 8      | 25   | |
| Antonina Witaljewna Skorobogattschenko  | 8      | 5    | |
| Kira Wladimirowna Trussowa              | 8      | 0    | |
| Maja Andrejewna Petrowa                 | 8      | 4    | |
| Jaroslawa Wladimirowna Frolowa          | 8      | 6    | |
| Irina Sergejewna Snopowa                | 8      | 0    | |

### Schweden
Die Nationalmannschaft von  Schweden, trainiert von Henrik Signell, hatte folgende Spielerinnen in ihrem Aufgebot:
Quellen:
| Spielerin          | Spiele | Tore | Anmerkungen                                                                          |
| ------------------ | ------ | ---- | ------------------------------------------------------------------------------------ |
| Johanna Bundsen    | 7      | 0    |                                                                                      |
| Olivia Mellegård   | 7      | 17   |                                                                                      |
| Carin Strömberg    | 7      | 10   |                                                                                      |
| Linn Blohm         | 7      | 13   |                                                                                      |
| Jamina Roberts     | 7      | 16   |                                                                                      |
| Louise Sand        | 7      | 7    |                                                                                      |
| Mathilda Lundström | 6      | 0    |                                                                                      |
| Daniela Gustin     | 4      | 10   |                                                                                      |
| Filippa Idéhn      | 7      | 0    | Filippa Idéhn war „Player of the Match“ im Spiel gegen Serbien und gegen Frankreich. |
| Anna Lagerquist    | 7      | 15   |                                                                                      |
| Isabelle Gulldén   | 7      | 25   |                                                                                      |
| Hanna Blomstrand   | 7      | 17   |                                                                                      |
| Nathalie Hagman    | 7      | 35   | Nathalie Hagman war „Player of the Match“ im Spiel gegen Russland.                   |
| Mikaela Mässing    | 7      | 8    |                                                                                      |
| Elin Hallagård     | 4      | 3    |                                                                                      |
| Sabina Jacobsen    | 7      | 0    |                                                                                      |
| Jenny Alm          | 7      | 15   |                                                                                      |

### Serbien
Die Nationalmannschaft von  Serbien, trainiert von Ljubomir Obradović, hatte folgende Spielerinnen in ihrem Aufgebot:
Quellen: 
| Spielerin             | Spiele | Tore | Anmerkungen                                                           |
| --------------------- | ------ | ---- | --------------------------------------------------------------------- |
| Sanja Radosavljević   | 6      | 8    |                                                                       |
| Katarina Krpež Šlezak | 6      | 50   | Katarina Krpež Šlezak war „Player of the Match“ im Spiel gegen Polen. |
| Andrea Lekić          | 6      | 16   | Andrea Lekić war „Player of the Match“ im Spiel gegen Dänemark.       |
| Dijana Števin         | 6      | 4    |                                                                       |
| Jelena Lavko          | 6      | 18   |                                                                       |
| Jovana Kovačević      | 6      | 5    |                                                                       |
| Željka Nikolić        | 6      | 0    |                                                                       |
| Tamara Radojević      | 6      | 2    |                                                                       |
| Slađana Pop-Lazić     | 6      | 15   |                                                                       |
| Dijana Radojević      | 6      | 9    |                                                                       |
| Aleksandra Vukajlović | 6      | 3    |                                                                       |
| Katarina Tomašević    | 5      | 0    |                                                                       |
| Jovana Stoiljković    | 6      | 21   |                                                                       |
| Dragana Cvijić        | 6      | 9    |                                                                       |
| Marina Pantić         | 1      | 0    |                                                                       |
| Marija Čolić          | 6      | 0    |                                                                       |
| Marina Dmitrović      | 6      | 1    |                                                                       |

### Slowenien
Die Nationalmannschaft von  Slowenien, trainiert von Salvador Kranjcic, hatte folgende Spielerinnen in ihrem Aufgebot:
Quellen: 
| Spielerin       | Spiele | Tore | Anmerkungen                                                 |
| --------------- | ------ | ---- | ----------------------------------------------------------- |
| Branka Zec      | 3      | 0    |                                                             |
| Ana Gros        | 3      | 25   | Ana Gros war „Player of the Match“ im Spiel gegen Russland. |
| Taja Čajko      | 1      | 0    |                                                             |
| Lea Krajnc      | 2      | 0    |                                                             |
| Nina Žabjek     | 3      | 0    |                                                             |
| Tjaša Stanko    | 3      | 15   |                                                             |
| Ana Abina       | 3      | 0    |                                                             |
| Polona Barič    | 3      | 2    |                                                             |
| Tamara Mavsar   | 3      | 12   |                                                             |
| Teja Ferfolja   | 3      | 4    |                                                             |
| Maja Vojnović   | 3      | 0    |                                                             |
| Nina Zulić      | 3      | 8    |                                                             |
| Jasmina Pišek   | 3      | 0    |                                                             |
| Hana Vučko      | 3      | 1    |                                                             |
| Lina Krhlikar   | 3      | 1    |                                                             |
| Aneja Beganovič | 3      | 12   |                                                             |
| Ines Amon       | 3      | 2    |                                                             |

### Spanien
Die Nationalmannschaft von  Spanien, trainiert von Carlos Viver, hatte folgende Spielerinnen in ihrem Aufgebot:
Quellen: 
| Spielerin                  | Spiele | Tore | Anmerkungen                                                             |
| -------------------------- | ------ | ---- | ----------------------------------------------------------------------- |
| Carmen Martín              | 6      | 25   | Carmen Martín war „Player of the Match“ im Spiel gegen die Niederlande. |
| Silvia Arderíus            | 6      | 2    |                                                                         |
| Elisabet Cesáreo           | 6      | 1    |                                                                         |
| Silvia Navarro             | 6      | 1    |                                                                         |
| Mercedes Castellanos       | 6      | 0    |                                                                         |
| Jennifer Gutiérrez Bermejo | 3      | 3    |                                                                         |
| Paula García Ávila         | 6      | 3    |                                                                         |
| Nerea Pena                 | 6      | 19   | Nerea Pena war „Player of the Match“ im Spiel gegen Kroatien.           |
| Lara González Ortega       | 6      | 0    |                                                                         |
| Soledad López Jiménez      | 6      | 23   |                                                                         |
| Alicia Fernández Fraga     | 6      | 15   |                                                                         |
| Ana Martínez               | 6      | 4    |                                                                         |
| Almudena Rodríguez         | 6      | 15   |                                                                         |
| Ainhoa Hernández           | 6      | 16   |                                                                         |
| Sara Gil de la Vega        | 3      | 0    |                                                                         |
| Paula Valdivia             | 6      | 5    |                                                                         |
| Mireya González            | 6      | 20   |                                                                         |

### Tschechien
Die Nationalmannschaft von  Tschechien, trainiert von Jan Bašný, hatte folgende Spielerinnen in ihrem Aufgebot:
Quellen: 
| Spielerin            | Spiele | Tore | Anmerkungen                                                          |
| -------------------- | ------ | ---- | -------------------------------------------------------------------- |
| Jana Knedlíková      | 3      | 8    |                                                                      |
| Sára Kovářová        | 3      | 11   |                                                                      |
| Helena Ryšánková     | 3      | 3    |                                                                      |
| Michaela Konečná     | 2      | 0    |                                                                      |
| Kristýna Mika        | 3      | 2    |                                                                      |
| Kamila Kordovská     | 3      | 1    |                                                                      |
| Lucie Satrapová      | 3      | 1    |                                                                      |
| Iveta Luzumová       | 3      | 18   | Iveta Luzumová war „Player of the Match“ im Spiel gegen Deutschland. |
| Veronika Mikulášková | 1      | 0    |                                                                      |
| Jana Šustková        | 3      | 2    |                                                                      |
| Petra Adámková       | 3      | 4    |                                                                      |
| Šárka Marčíková      | 3      | 4    |                                                                      |
| Alena Šetelíková     | 3      | 2    |                                                                      |
| Petra Kudláčková     | 3      | 0    |                                                                      |
| Dominika Zachová     | 3      | 0    |                                                                      |
| Markéta Jeřábková    | 3      | 8    |                                                                      |
| Veronika Malá        | 3      | 9    |                                                                      |

### Ungarn
Die Nationalmannschaft von  Ungarn, trainiert von Kim Rasmussen, hatte folgende Spielerinnen in ihrem Aufgebot:
Quellen: 
| Spielerin            | Spiele | Tore | Anmerkungen                                                                   |
| -------------------- | ------ | ---- | ----------------------------------------------------------------------------- |
| Petra Tóvizi         | 6      | 5    |                                                                               |
| Nadine Schatzl       | 6      | 23   |                                                                               |
| Anikó Kovacsics      | 6      | 21   |                                                                               |
| Babett Szalai        | 3      | 0    |                                                                               |
| Blanka Bíró          | 6      | 0    | Blanka Bíró war „Player of the Match“ im Spiel gegen Kroatien.                |
| Adrienn Orbán        | 6      | 1    |                                                                               |
| Éva Kiss             | 6      | 0    | Éva Kiss war „Player of the Match“ im Spiel gegen Spanien und gegen Rumänien. |
| Barbara Pálos-Bognár | 6      | 1    |                                                                               |
| Anna Kovács          | 6      | 23   |                                                                               |
| Rea Mészáros         | 6      | 2    |                                                                               |
| Szimonetta Planéta   | 6      | 14   |                                                                               |
| Anita Kazai          | 6      | 4    |                                                                               |
| Noémi Háfra          | 6      | 27   |                                                                               |
| Viktória Lukács      | 6      | 22   |                                                                               |
| Laura Szabó          | 4      | 6    |                                                                               |
| Gabriella Tóth       | 6      | 11   |                                                                               |
| Rita Lakatos         | 6      | 3    |                                                                               |